# هيروكي قوتو
هيروكي قوتو (باليابانية: 後藤ヒロキ؛ بالكانا: ごとう ひろき) هو مؤدي صوت ياباني، ولد في 15 نوفمبر 1985 في سايتاما في اليابان.

## أدواره في الأنمي

### مسلسلات أنمي تلفزيونية
- دارلينغ إن ذا فرانكس - فوتوشي

## وصلات خارجية
- هيروكي قوتو على موقع IMDb (الإنجليزية)
- هيروكي قوتو على موقع قاعدة بيانات الفيلم (الإنجليزية)
- هيروكي قوتو على موقع كينوبويسك (الروسية)
- هيروكي قوتو على موقع ANN person (الإنجليزية)